# Le Castillan
Pour plus de détails, voir Fiche technique et Distribution.
Le Castillan (El valle de las espadas) est un film de cape et d'épée américano-espagnol réalisé par Javier Setó et sorti en 1963.
Le film est une adaptation de la légende du cheval et de l'autour, qui raconte comment le comte Ferdinand González a obtenu l'indépendance de la Castille en offrant ces animaux au roi Sanche Ier de Léon,,.
Le film a reçu la médaille du Círculo de Escritores Cinematográficos dans la catégorie meilleure musique (José Buenagu).
Il a été adapté en bande dessinée chez l'éditeur américain Dell Comics en 1963.

## Synopsis
Ferdinand González vit un amour réciproque avec l'infante Sancha de Pampelune. Cependant, il finit par tuer le père de celle-ci, le roi Sanche, qui n'approuve pas leur mariage. Au moment de signer le contrat de mariage, le frère de Sancha et la reine de León tendent une embuscade à Ferdinand González et le font prisonnier.

## Fiche technique
- Titre français : Le Castillan ou Le Lion de Castille ou La Vallée des épées[6]
- Titre original : El valle de las espadas[7]
- Titre anglais : The Castilian
- Réalisation : Javier Setó
- Scénario : Javier Setó d'après la chanson de geste Poema de Fernán González (es)
- Photographie : Mario Pacheco
- Montage : Richard Mayer, Margarita de Ochoa
- Musique : José Buenagú
- Production : Sidney W. Pink
- Sociétés de production : Producciones Cinematográficas M.D. S.L.
- Pays de production :  Espagne -  États-Unis
- Langue originale : espagnol
- Format : couleurs par Panacolor - 1,85:1 - Son mono - 35 mm
- Genre : film de cape et d'épée
- Durée : 128 minutes
- Dates de sortie : 
  - Espagne : mars 1963 (Burgos) ; 14 avril 1963 (Madrid)
  - États-Unis : 6 septembre 1963 (Chicago) ; 25 septembre 1963 (Madrid) ; 14 avril 1963 (New York)
  - France : 22 avril 1964

## Distribution
- Espartaco Santoni (es) : Ferdinand González de Castille (Fernán González en VO)
- Tere Velázquez : Sancha de Navarre (es) (Sancha Sánchez de Pamplona en VO)
- Frankie Avalon : ménestrel Jerifán
- Alida Valli : Reine Teresa
- César Romero : Jerónimo
- Tomás Blanco : Don Nuño
- Rafael Durán : Gonzalo Díaz
- Germán Cobos comme Abderramán
- Fernando Rey : Ramire II, roi de León (Ramiro II en VO)
- Broderick Crawford : Sanche Ier (Don Sancho en VO)
- Julio Peña : Iago
- Jorge Rigaud : Millán
- Ange du Puits : Don García
- Luis Induni : Capitaine
- Beni Deus : Inigo
- José Calvo : Frère
- Paco Morán : Peribáñez
- Hugo Pimentel : Bustius
- Tota Alba : Doña Guiomar
- Soledad Miranda : María Estévez
- Roberto Rey (es) : Abad
- José María Caffarel : Main Moro
- José Orjas : Vendeur de pommade
- Luis Morris : Ménestrel
- Francisco Montalvo
- Xan das Bolas
- José Manuel Martín : Sentinelle
- Encarna Barrios : Zaira
- Mike Brendel : Noble
- Fernando Villena
- Rufino Inglés (es)
- Rafael Vaquero
- Miguel Cuesta de la Casa
- José Bastida
- Rafael Cordon
- Domingo Valderrama : chef d'armes

## Production
Linda Darnell devait jouer dans le film, mais elle a dû renoncer et a été remplacée par Alida Valli. Tous les extérieurs du film ont été tournés à Burgos, Berlanga de Duero (Soria) et Peñafiel (Valladolid).